# Томас, Норман
Норман Маттун Томас (англ. Norman Mattoon Thomas; 20 ноября 1884, Марион, штат Огайо, США — 19 декабря 1968, Колд-Спринг-Харбор, штат Нью-Йорк) — американский политический деятель. Шесть раз выдвигался кандидатом в президенты США от Социалистической партии Америки (с 1928 по 1948 год).

## Биография
Норман Томас родился 20 ноября 1884 года в городе Марион, Огайо. Его отец и дедушка были пресвитерианскими пасторами. Семья переехала в Льюисбург, Пенсильвания после выпуска Томаса из школы. Затем он поступил в университет Бакнелла, где проучился год и перевёлся в Принстонский университет. Томас изучал политические науки. Выпустился в 1905 году и работал советником по расселению и религии в бедных районах Нью-Йорка. После окончания семинарии в Нью-Йорке в 1911 году, Томас принял пасторство в церкви Ист-Гарлема. Он женился на Франсес Вайолет Стюарт, у пары было шестеро детей.
Томас был пацифистом и критиковал участие США в Первой мировой войне.
В 1918 году Томас присоединился к Социалистической партии Америки, оставив позицию в Ист-Гарлеме на несколько лет, и стал секретарём только созданного Братства примирения — международной пацифистской организации. В 1921 году стал редактором в еженедельном журнале The Nation, а на следующий год был назначен кодиректором Лиги индустриальной демократии. Был одним из основателей Американского союза защиты гражданских свобод.
Томас баллотировался в мэры Нью-Йорка от Социалистической партии в 1924 году, дважды пробовал свою кандидатуру в выборах мэра Нью-Йорка (1925 и 1929 годы) и шесть раз выдвигался кандидатом в президенты США начиная с 1928 года. Критически относился к политике Нового курса Франклина Рузвельта, предполагая, что она отдаёт приоритет решению экономических проблем и игнорирует моральные проблемы.
Томас — один из наиболее активных идеологических противников большевизма и коммунизма, являвшийся объектом резкой критики и обвинений в фашизме и симпатиях к Гитлеру со стороны американских коммунистов и Советского Союза практически на всем протяжении своей долгой политической жизни. Считал, что «советский опыт доказывает, что истинная свобода не может существовать в государстве с однопартийной системой. Когда демократия подавлена внутри этой партии, как произошло в СССР, свобода несомненно мертва. За то, что произошло со свободой и демократией в Советской России, нельзя винить один лишь сталинский режим. Будет гораздо точнее сказать, что он довел до предельной точки определённые средства и методы, присущие самому большевизму».
Вместе с тем Томас признавал и высоко ценил вклад СССР в борьбу против фашизма, в частности помощь, оказываемую республиканцам Испании.
Один из инициаторов основания международной общественной организации интеллектуалов-антикоммунистов — Конгресса за свободу культуры и его американского отделения — Американского комитета за свободу культуры, подозревавшегося в том, что его финансирует Центральное разведывательное управление.
После окончания Второй мировой войны Томас, как председатель Послевоенного мирного совета, направил свои усилия на решение проблем международного мира, особенно для прекращения войны в Индокитае.
Автор нескольких книг, включая The Test of Freedom (1954 год) Mr. Chairman, Ladies and Gentlemen (1955 год), The Prerequisites for Peace (1959 год) и Socialism Re-examined (1963 год).

## Поездка в СССР
Томас был членом Американского комитета защиты Льва Троцкого, что в 1937 году стало причиной сложностей, возникших при получении им визы на въезд в СССР. Виза была в конечном итоге выдана после беседы с советским послом А. А. Трояновским. Во время пребывания в Москве супругов Томас их сопровождал временный поверенный в делах США в СССР Л. Хендерсон. Они посетили также Ленинград и Киев.
«У меня возникло сильное подозрение... что Россия движется не к бесклассовому обществу, а напротив, увековечивает и, более того, усиливает новые классовые противоречия... Не позволяйте никому рассказывать вам, что там не чувствуется классовых противоречий... Наряду с огромным восхищением по поводу громадных социальных достижений я ощущал в окружающей атмосфере страх, как будто он был вполне материальной субстанцией... Русский читает только те новости, которые ему предоставляет для чтения правительство», – писал Томас после посещения СССР, опровергнув тем самым слова его многолетней приятельницы – одной из руководительниц американских коммунистов Элизабет Герли Флинн, считавшей, что ему понравится коммунизм, если он достаточно долго проживет в Советской России.